# Le Roi Est Mort, Vive Le Roi!
Le Roi Est Mort, Vive Le Roi! (na francuskom „Kralj je mrtav, živeo kralj“) je album grupe Enigma objavljen 1996. godine. To je njihov treći album.

## Opis
Album je dostigao na prvo mesto u Norveškoj i bio treći u celoj Evropi. Dva singla s albuma, „Beyond the Invisible“ i „T.N.T. for the Brain“ takođe su pušteni otprilike u isto vreme kad i album. Planirani treći singl, „Roundabout“ je bio povučen u zadnjem času iz nejasnih razloga, iako je remix već bio urađen.
Ovaj album je nastavio trend prethodnih, dajući mu nešto više moderan, futuristički zvuk, kombinujući elemente sa prvog albuma, MCMXC a.D., i takođe sa drugog albuma The Cross of Changes. Mihaj Krecu, producent projekta, smatra Le Roi Est Mort, Vive Le Roi! kao dete prethodna dva albuma, uz to da mu je prvi kao otac i drugi kao majka.
Le Roi Est Mort, Vive Le Roi! je bio nominovan za Gremi nagradu 1998. godine, u konkurenciji najbolji nju ejdž album.

## Pesme
1. „Le Roi Est Mort, Vive Le Roi!“ – 1:57
2. „Morphing thru Time“ – 5:47
3. „Third of Its Kind“ – 0:19
4. „Beyond the Invisible“ – 5:00
5. „Why! ...“ – 4:59
6. „Shadows in Silence“ – 4:21
7. „The Child in Us“ – 5:06
8. „T.N.T. for the Brain“ – 4:26
9. „Almost Full Moon“ – 3:26
10. „The Roundabout“ – 3:38
11. „Prism of Life“ – 4:55
12. „Odyssey of the Mind“ – 1:40

## Spoljašnje veze
- Le Roi Est Mort, Vive Le Roi![мртва веза]
- Detalji puštanja albuma u različitim zemljama
- Tekst pesama